# Florian Engels
Florian Engels (* 22. September 1959 in Stuttgart) ist ein deutscher ehemaliger Journalist und Ministerialbeamter. Er war von 2016 bis 2025 Regierungssprecher der Landesregierung Brandenburg.

## Leben

### Ausbildung und Persönliches
Engels legte das Abitur 1980 in Schondorf am Ammersee ab. Von 1983 bis 1988 studierte er Politische Wissenschaften in München.
Er ist verheiratet und hat zwei Kinder.

### Berufsweg
Florian Engels war bereits während seiner Schulzeit ab 1979 als freiberuflicher Journalist und Fotograf tätig. Im Jahr 1990 war er Pressesprecher und Referent für Öffentlichkeitsarbeit der Fraktionsgemeinschaft Bündnis 90/Grüne in der Volkskammer der Deutschen Demokratischen Republik. Anschließend arbeitete er unter anderem unter Minister Matthias Platzeck (SPD) von 1990 bis 2004 als Pressesprecher und Referatsleiter für Presse und Öffentlichkeitsarbeit in verschiedenen Ministerien des Landes Brandenburg (Umwelt, Naturschutz und Raumordnung / Landwirtschaft und Umweltschutz / Finanzen / Arbeit, Soziales, Gesundheit und Frauen). 
Danach war er von 2004 bis 2009 unter dem Fraktionsvorsitzenden Günter Baaske Pressesprecher der SPD-Fraktion im Landtag Brandenburg. Er folgte Minister Günter Baaske ins Regierungsamt und war unter diesem von 2009 bis 2014 Pressesprecher und Referatsleiter Presse und Öffentlichkeitsarbeit im Ministerium für Arbeit, Soziales, Frauen und Familie des Landes Brandenburg und von 2014 bis 2016 Pressesprecher und Referatsleiter Presse und Öffentlichkeitsarbeit im Ministerium für Bildung, Jugend und Sport des Landes Brandenburg.
Engels war von August 2016 bis Mai 2025 unter Ministerpräsident Dietmar Woidke (SPD) als Nachfolger von Andreas Beese Regierungssprecher der Landesregierung Brandenburg. Ihm folgte Ines Filohn nach. Mit Wirkung vom 15. Mai 2025 übernahm Engels eine Aufgabe im Ministerium für Wirtschaft, Arbeit, Energie und Klimaschutz des Landes Brandenburg. Dort soll er sich laut einer Pressemitteilung der Staatskanzlei „auf seinen Ruhestand vorbereiten“.
Engels ist Mitglied der SPD.